# Mortensrud Station
Mortensrud Station (Mortensrud stasjon) er en metrostation, der er endestation for Østensjøbanen på T-banen i Oslo. Stationen ligger lige ved Senter Syd i Mortensrud. Den blev åbnet officielt 5. januar 1998 efter at være blevet taget i brug i december 1997 som den sidste af en række forlængelser af Østensjøbanen. Det overvejes dog at forlænge banen videre sydpå til Bjørndal.